# Dziadoszanie

Lokalizacja plemion śląskich w IX i X wieku

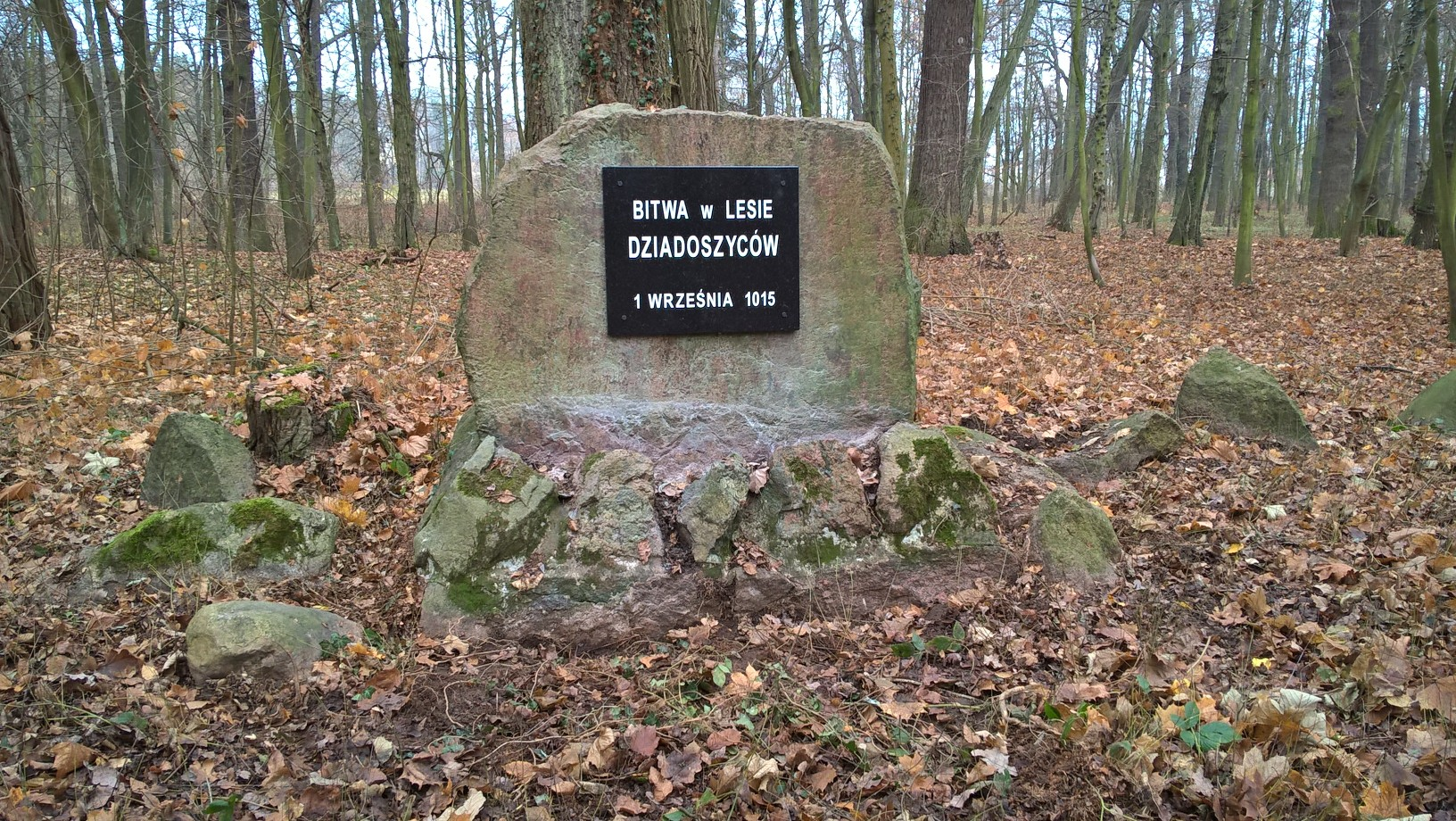
Pomnik Bitwy w Lesie Dziadoszan odsłonięty w Parku Słowiańskim w Szprotawie w 2019

Dziadoszanie, Dziadoszyce, Dziadosicze (lat. Dadosesani, Diedesisi, Diedesi, Diedesa, Dedosize, Dedosese) – plemię słowiańskie lokalizowane na obszarze środkowego Bobru, w okolicach Szprotawy oraz Głogowa, gdzie rzekomo miałby znajdować się ich gród centralny. Liczne grodziska plemienne znane z okolic Głogowa świadczą o tym, że osadnictwo dziadoszańskie w IX – X w. miało zdecentralizowany charakter.

## Lokalizacja
Dokładna lokalizacja plemienia Dziadoszan nie jest znana, jednak łączy się ich z obszarem północnej części Dolnego Śląska, umieszczając w szeroko rozumianej okolicy Głogowa. W świetle najnowszych studiów archeologicznych ustalono, że na obszarze zasiedlonym przez Dziadoszan funkcjonowało 31 mniejszych terytoriów osadniczych, w tym 17, w obrębie których występowały grody. Według niektórych źródeł poprzez Bóbr graniczyli na zachodzie z serbołużyckim plemieniem Żarowian.
Z plemieniem Dziadoszan wiąże się grodziska w miejscowościach: Bartodzieje, Bieńków (część Dużej Wólki), Chobienia, Dalków, Dankowice, Dobrzejowice, Gostyń, Grodziec Mały (miejsce grodu głogowskiego w czasach plemiennych), Grodziszcze (część Krzydłowic), Lipowiec, Moszowice, Obiszów, Olszany, Orsk, Popęszyce, Przedmoście, Rudziny i Stara Rudna. Wymieniane również bywa stanowisko w Klenicy.

## Wzmianki o plemieniu
Annały wymieniają plemię Dziadoszan czterokrotnie:
- Połowa IX wieku n.e., w spisie plemion Geografa Bawarskiego jako Dadosezani/Dadosesani[7], mieli posiadać 20 grodów, być może zależne od nich było plemię Bobrzan;
- 1000, kronika Thietmara wspomina o spotkaniu władcy polskiego Bolesława Chrobrego z cesarzem Ottonem III na granicy okręgu plemiennego Diadesisi w miejscowości Ilva, obecnej Iławie[8][9][10][11][12][13][14] mylonej niekiedy z Iłową[15][16][17];
- 1015, kronika Thietmara wspomina o bitwie pomiędzy wojami Chrobrego a rycerstwem niemieckim w puszczy Diadesisi, lokalizowanej przez historyków na wschód od Szprotawy;
- 1086, tzw. dokument praski określający północne granice biskupstwa wymienia Dedosize[18].

## Nazwa plemienia
Przedrostki dad, diad, ded językoznawcy tłumaczą jako dziad, a ten zaś w polskim i litewskim folklorze oznaczał umarłego. Na cześć zmarłych odbywały się wśród Słowian święta zwane właśnie dziadami. Analogia może sugerować kult Flinsa wśród Dziadoszyców, zwłaszcza że jedno ze szprotawskich podań mówi o czczeniu w dawnych czasach bożka Flinsa na wzgórzu, gdzie obecnie stoi kościół św. Andrzeja.

## Literatura
- Matuszkiewicz F., Geschichte der Stadt Sprottau, 1908
- Szczegóła H., Szprotawa w kręgu europejskich idei zjednoczeniowych, 2000 (ISBN 83-7268-003-5)
- Czapla K., Terytorium plemienne Dziadoszan w świetle źródeł archeologicznych, [w:] M. Dworaczyk, A.B. Kowalska, S. Moździoch, M. Rębkowski (red.), „Świat Słowian wczesnego średniowiecza”, Szczecin-Wrocław 2006, 141–148.
- Paternoga M., Rzeźnik P., Budownictwo obronne plemienia Dziadoszan w świetle badań grodziska w Obiszowie, [w:] XIV Śląskie spotkania archeologiczne, 19–21.05.2005 Polanica-Zdrój. Streszczenia komunikatów i referatów, Wrocław 2005, 52–54.